# Veintinueve
El veintinueve (29) es el número natural que sigue al 28 y precede al 30.

## Matemáticas
- Es el 10.º número primo, después del 23 y antes del 31.
- En el sistema duodecimal es un número narcisista.
- 29 = 52 + 22, propiedad inherente por ser un número primo pitagórico que son de la forma 4n+1, donde n es un entero.[1]
- 2 es la raíz primitiva mínima de 29.[2]
- Es un primo de Eisenstein sin parte imaginaria y parte real de la forma 3n - 1.
- Forma un par de números primos gemelos junto con 31.
- Forma un triplete de números primos sexys (17, 23, 29).
- 5.º primo de Lucas.
- Un número de Pell.
- Es un número primo de Pillai.
- Un número de Perrin.
- 6.º número primo de Sophie Germain.
- 3.º número primo fuerte.
- 4.º número primo de Ramanujan.
- 9.º primo regular.
- Número de Størmer.

## Química
- Es el número atómico del cobre (Cu).

## Astronomía
- El mes lunar está muy cerca de veintinueve días.
- El número de días de febrero en un año bisiesto.
- Saturno tarda cerca de 29 años para orbitar el Sol.
- Objeto de Messier M29 un cúmulo abierto en la constelación Cygnus.
- Objeto del Nuevo Catálogo General NGC 29  es una galaxia espiral localizada en la constelación de Andrómeda.

## Osteología
- La cantidad de huesos en un cráneo humano normal (Ver cabeza ósea).

## Tecnología militar
- El Boeing B-29 Superfortress fue un bombardero pesado.

## Lenguaje
- El número de letras en alfabeto: turco, finés, sueco, danés y noruego.